# Ernst Lieber
Pour les articles homonymes, voir Lieber.
Philipp Ernst Maria Lieber (né le 16 novembre 1838 à Camberg et mort le 31 mars 1902 dans la même ville) est un homme politique du Zentrum et député du Reichstag.

## Biographie
Ernst Lieber est le fils de l'avocat, homme politique et marchand de thé Moritz Joseph Josias Lieber (de). Le peintre d'église Philipp Veit, l'évêque limbourgeois Peter Josef Blum et l'évêque politiquement influent de Mayence Wilhelm Emmanuel von Ketteler sont des amis de ses parents. Ernst Lieber obtient son Abitur au lycée d'Hadamar. À partir de 1858, il étudie le droit à Wurtzburg, Munich et Bonn. Enfin, Lieber fait son doctorat à Heidelberg. Après la mort de son père en 1863, il interrompt son habilitation et aide sa mère à élever les plus jeunes frères et sœurs et dans la société de négoce de thé de ses parents. À Camberg, il fonde une association professionnelle et une association sociale catholique. Ernst Lieber se marie le 24 septembre 1873 Josefine Arnold (1853-1932), qui a 15 ans de moins qu'elle. Le mariage a douze enfants. Il est membre des associations étudiantes catholiques AV Austria Innsbruck (de), KAV Suevia Berlin (de), KDStV Winfridia Breslau (de), VKDSt Rhenania Marburg et KDStV Bavaria Bonn (de).

## Politique
Ernst Lieber est actif dans la création d'associations ecclésiales et est bientôt l'un des principaux représentants du catholicisme laïc dans le diocèse de Limbourg.
À l'instigation de Mgr Blum, Lieber prononce son premier discours au Katholikentag en 1869. Plus tard, il est l'un des cofondateurs du « Zentrum (Parti constitutionnel)» dont il prend la présidence du parti en 1891 après la mort de Ludwig Windthorst. Il est élu à la Chambre des représentants de Prusse en 1870 et au premier Reichstag en mars 1871,,. Il occupe ces deux mandats jusqu'à sa mort. Pendant le Kulturkampf, il se fait un nom en tant qu'opposant éloquent de Bismarck, en particulier dans les débats sur le repos dominical légal, la restriction du travail des femmes et des enfants et la limitation générale des heures de travail. Après le retrait partiel des lois Kulturkampf, le parti suit une voie nettement nationale sous sa direction. En particulier, Lieber soutient les projets navals, avec lesquels il soutient la politique de grande puissance de l'empereur Guillaume II.
Il préfère également être politiquement actif dans sa ville natale de Camberg. Il est membre du conseil municipal et est temporairement à la tête du conseil municipal. Il est également membre du conseil d'arrondissement et du comité d'arrondissement, ainsi que du parlement communal de Nassau dans le district de Wiesbaden, ainsi que du parlement provincial de Hesse-Nassau (de) à Cassel. À Camberg, Ernst Lieber fait construire la tour Lieber sur d'anciennes fondations en 1889, et il reçoit des visiteurs dans la salle de la tour.
En 1885, Lieber est élu président du Katholikentag de Münster .

## Honneurs
Pape Léon XIII. lui décerne la Croix du Grand Commandeur de l'Ordre de Pie IX et le nomme camérier.